# Bipedismo

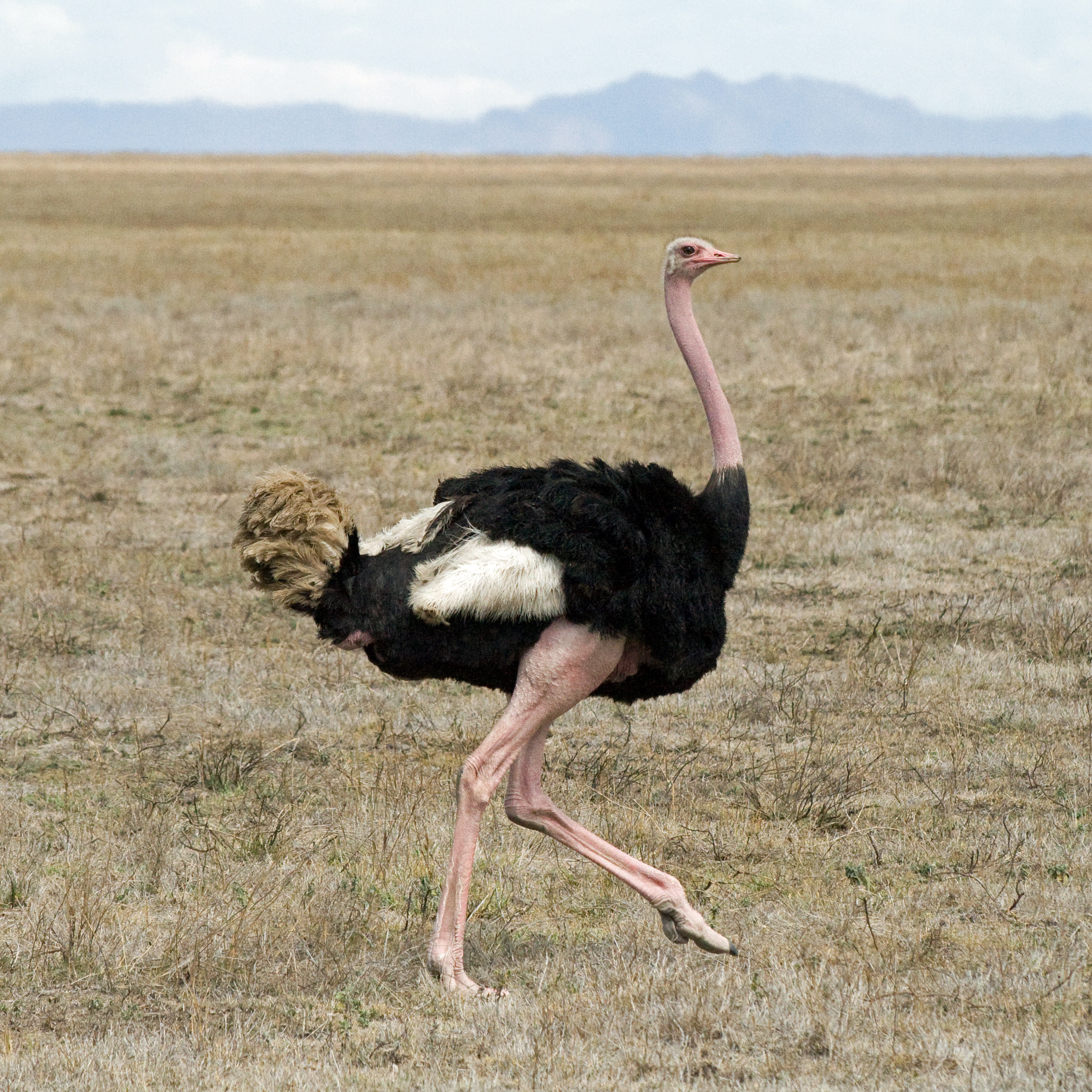
Uma avestruz, o mais rápido bípede vivo (70 km/h)

Bipedismo ou bipedalismo é uma forma de locomoção terrestre, onde um organismo se move por meio de seus dois membros posteriores ou pernas. Um animal ou máquina que normalmente se move desta forma é conhecido como bípede, que significa "dois pés" (do latim bi para "dois" e ped para "pé"). Entre os tipos de movimentos bípedes estão caminhar, correr ou pular.
Poucas espécies modernas são bípedes habituais, quando método de locomoção normal é sobre duas pernas. Dentro dos mamíferos, o bipedalismo habitual evoluiu várias vezes, como entre os Macropodidae (que inclui os cangurus), Dipodomyinae, Notomys, Hominina (humanos) e pangolins, assim como em vários outros grupos extintos que evoluíram esta característica de forma independente. No período Triássico alguns grupos de arcossauros (um grupo que inclui os antepassados dos crocodilos) desenvolveram o bipedalismo; entre os descendentes dos dinossauros, todas as primeiras espécies e muitos grupos posteriores eram bípedes habituais ou exclusivos; as aves descendem de um grupo de dinossauros que eram exclusivamente bípedes.
Um número maior de espécies modernas utilizam movimento bípede por curtos períodos de tempo. Várias espécies de lagartos movem-se de maneira bípede quando estão correndo, geralmente para escapar de ameaças. Muitas espécies de primatas e de urso adotam o bipedalismo para alcançar alimentos ou explorar o ambiente. Várias espécies de primatas arborícolas, como gibões e indrídeos, utilizam exclusivamente a locomoção bípede durante os breves períodos que passam no chão. Muitos animais também apoiam-se sobre as patas traseiras, enquanto lutam, copulam, tentam alcançar a comida ou para ameaçar um concorrente ou predador, mas não conseguem se mover de forma bípede.

## Animais bípedes
A grande maioria dos vertebrados terrestres vivos são quadrúpedes, com o bipedismo exibido apenas por um punhado de grupos vivos. Seres humanos, gibões e grandes pássaros caminham levantando um pé de cada vez. Por outro lado, a maioria dos macrópodes, pássaros menores, lêmures e roedores bípedes se movimenta pulando nas duas pernas simultaneamente. Os cangurus de árvores são capazes de andar ou pular, geralmente alternando os pés quando se movem de forma arbórea e pulando simultaneamente em ambos os pés quando estão no chão.

### Répteis existentes
Muitas espécies de lagartos se tornam bípedes durante a locomoção a alta velocidade, incluindo o lagarto mais rápido do mundo, a iguana-de-cauda-espinhosa (gênero Ctenosaura).

### Fósseis de répteis e lagartos
O primeiro bípede conhecido é o Bolosauridae Eudibamus cujos fósseis datam de há 290 milhões de anos. Seus longos membros posteriores, pernas dianteiras curtas e articulações distintas sugerem o bipedismo. A espécie foi extinta no início do Permiano.

### Arquinossauros (inclui pássaros, crocodilos e dinossauros)
- Aves

Todas as aves são bípedes quando estão no chão, uma característica herdada de seus ancestrais dinossauros.
- Outros arcossauros

O bipedismo evoluiu mais de uma vez nos arcossauros, o grupo que inclui dinossauros e crocodilianos. Todos os dinossauros são descendentes de um ancestral totalmente bípede, talvez semelhante a Eoraptor.

### Mamíferos
Vários grupos de mamíferos existentes desenvolveram independentemente o bipedalismo como sua principal forma de locomoção - por exemplo, humanos, pangolins gigantes, as preguiças gigantes terrestres extintas, numerosas espécies de roedores saltadores e macrópodes. Os seres humanos, como seu bipedalismo tem sido extensivamente estudado, estão documentados na próxima seção.
- Primatas

A maioria dos animais bípedes se movimenta com as costas próximas à horizontal, usando uma cauda longa para equilibrar o peso de seus corpos. A versão primata do bipedalismo é incomum porque as costas estão próximas da posição vertical (completamente eretas nos humanos), e a cauda pode estar completamente ausente. Muitos primatas podem ficar de pé nas patas traseiras sem qualquer apoio. chimpanzés, bonobos, gibões e babuínos exibem formas de bipedalismo.
- Indivíduos feridos

Ursos, chimpanzés e bonobos feridos têm sido capazes de sustentar o bipedismo.

### Humanos
Apesar de compartilharmos uma série de características com os chimpanzés e outros primatas, os humanos possuem algumas particularidades, como o modo de locomoção exclusivamente bípede. Ao longo das últimas décadas, muitos cientistas se propuseram a descrever essa evolução, formulando e investigando uma série de hipóteses que explicassem quando, como e por que a bipedia foi selecionada na nossa linhagem. A origem desse modo de locomoção ainda é muito debatida, pois com um comportamento tão único vem um conjunto de características anatômicas e fisiológicas muito particulares e especializadas.

#### Evolução da bipedia humana
Inicialmente, acreditava-se que o bipedismo em primatas poderia ter começado com o Danuvius, há cerca de 12 milhões de anos. No entanto, análises recentes concluíram que esses primatas se locomoviam principalmente por suspensão e quadrupedalismo. Atualmente, considera-se que o bipedismo surgiu com o Sahelanthropus, há cerca de 7 milhões de anos.
Algumas hipóteses sugerem que o surgimento de savanas e pastagens na África durante o Mioceno influenciou a locomoção dos ancestrais humanos, promovendo o desenvolvimento do bipedismo. Outra hipótese propõe que foi resultado de práticas de primatas ancestrais, como o uso dos membros superiores para carregar e compartilhar comida com seus semelhantes. No entanto, ainda não há um consenso sobre o surgimento desse modo de locomoção e existem muitas outras hipóteses que tentam explicar as origens do bipedismo.
Nesse sentido, a paleoantropologia e a anatomia podem nos ajudar a reconstruir a história evolutiva da nossa própria espécie, Homo sapiens, uma vez que a análise da morfologia de ossos e dentes fossilizados nos ajuda a entender detalhes sobre as diferentes dietas, locomoção e estilos de vida dos nossos ancestrais.
Esses estudos assumem, então, um papel de destaque, pois nos orientam na identificação de fósseis que podem pertencer a linhagens hominínias e nos ajudam a entender como esse modo de andar evoluiu, dado que é possível atribuir um significado funcional a diversas estruturas. Por exemplo, a presença de um sacro largo pode ser reflexo do aumento da carga na pélvis devido ao tronco ereto, enquanto uma das implicações do pé arqueado pode ser a absorção de choque durante caminhada e corrida. Além disso, podemos afirmar que a perda da capacidade arbórea (habilidade para escalar, se manter suspenso em galhos, etc.) em nossa linhagem é quase tão crucial quanto o desenvolvimento de adaptações especializadas para a locomoção bípede no solo, evidenciando uma forte seleção direcional para a bipedia exclusivamente terrestre.

##### Anatomia
A anatomia é a ciência que estuda a estrutura dos animais e a anatomia comparada é uma das principais bases para o entendimento da evolução da bipedia. Ao longo da evolução humana, houve adaptações morfológicas para permitir esse tipo de locomoção de forma eficiente.
Crânio

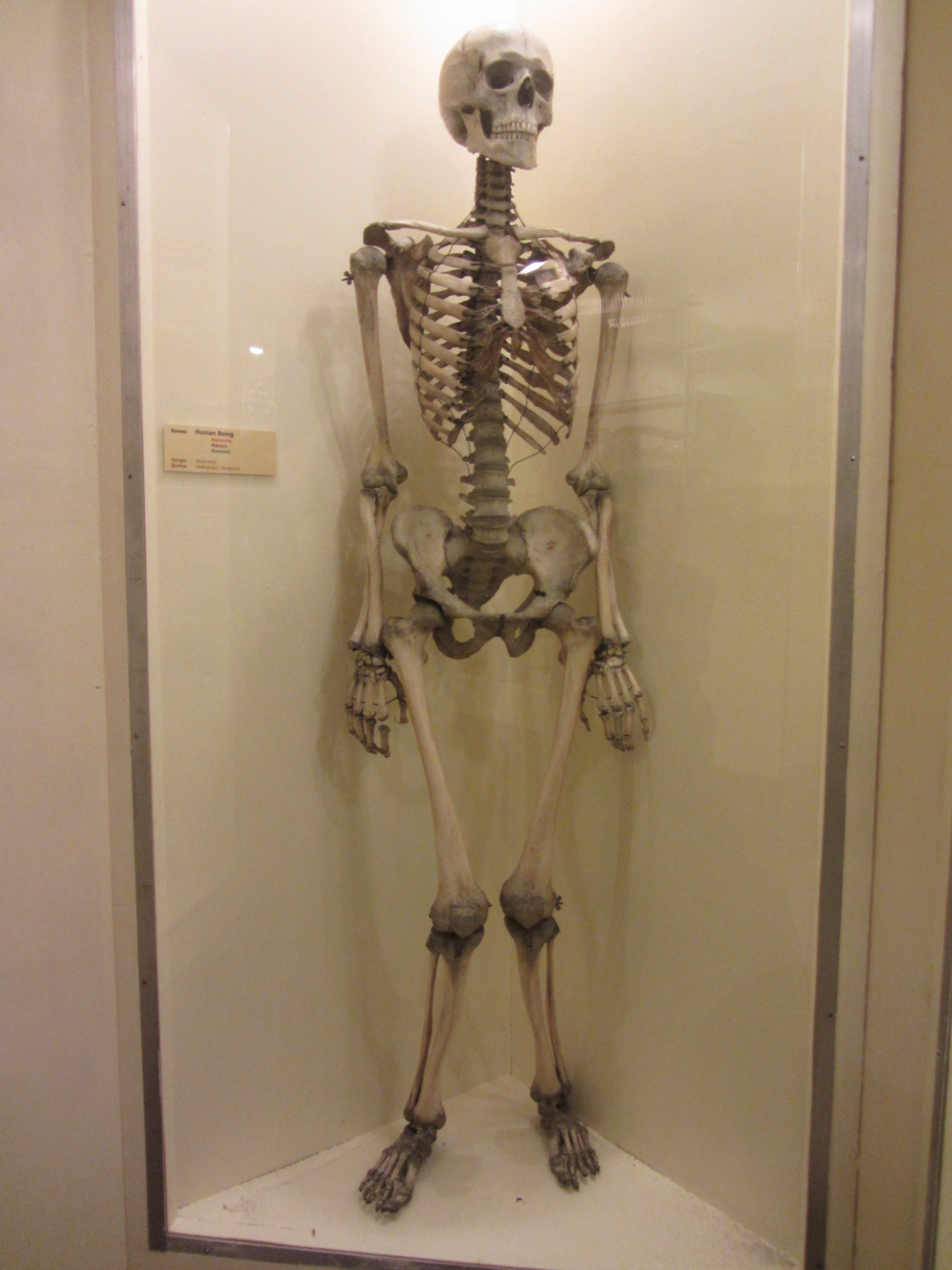
Esqueleto humano.

Para ficar de pé e caminhar, o crânio teria que estar ligado de forma diferente à coluna vertebral quando comparado à sua posição em um animal quadrúpede. Neste caso, como a coluna vertebral fica em paralelo com o solo, o forame magno (abertura do crânio que conecta a cavidade craniana com o canal vertebral) fica localizado mais dorsalmente. Em bípedes, a coluna vertebral fica em perpendicular com o solo, e portanto, o forame magno fica mais ao centro da base do crânio para melhor equilíbrio durante a locomoção. Assim, o peso do crânio é transferido para a coluna vertebral, permitindo o desenvolvimento do cérebro.
Braços e pernas
Braços de humanos modernos são mais curtos do que as pernas. Isso se explica pelo fato de que eles não são mais necessários para locomoção como foram em seus ancestrais primitivos, sendo usados apenas para carregar e agarrar objetos. Além disso, a escápula mudou sua posição lateral (relacionada a locomoção quadrúpede) para posterior e a clavícula foi curvada para frente, permitindo maior mobilidade dos membros anteriores.
Coluna vertebral
Enquanto os primeiros ancestrais dos humanos possuíam uma coluna vertebral de curvatura única, na forma de arco, os humanos modernos apresentam uma coluna na forma de um duplo “S” com curvas naturais. A evolução da bipedia impôs demandas específicas sobre a coluna vertebral, a ponto de que uma forma arqueada da coluna não seria eficiente para a locomoção em dois membros. Essa mudança para uma curvatura em duplo “S” permite manter o equilíbrio em posição ereta, além de gastar menos energia para permanecer nessa posição.
Pélvis
A pélvis humana moderna é bem mais curta e larga do que a dos ancestrais primitivos dos humanos, formando assim, um sistema de suporte eficaz para a bipedia, gerando maior estabilidade e capacidade de suportar uma maior quantidade de peso sobre. Os ancestrais basais possuíam uma pélvis longa e plana, ao passo que a pélvis humana tem um ângulo e formato diferente, suportando o peso dos órgãos e gerando um centro de gravidade mais baixo que em chimpanzés, por exemplo, mantendo um melhor equilíbrio em duas pernas. Além disso, essa estrutura pélvica possibilitou o desenvolvimento de músculos que permitem aos humanos a locomoção em duas pernas durante longos períodos sem gastar tanta energia.
Quadril
Quando os primeiros hominínios começaram a se locomover de forma bípede, houve uma grande quantidade de estresse aplicada nas articulações do quadril e do fêmur. Assim, ao longo da história evolutiva dos hominínios, houve adaptações para contornar esse estresse ao se locomover apenas com os membros posteriores. Em humanos modernos, bípedes, o quadril equilibra o peso do corpo durante a locomoção e, com o peso do corpo sendo suportado pelas pernas, a cabeça do fêmur (osso da coxa) é maior que a dos ancestrais para suportar o estresse adicional. Junto a isso, o tamanho do acetábulo (depressão da pélvis onde a cabeça do fêmur se articula) também aumentou. Por fim, os humanos modernos também apresentam um fêmur mais longo e angulado em direção à linha média, o que permite um melhor suporte do peso e uma locomoção mais eficiente.
Joelho
Durante a caminhada bipedal, os pés são posicionados próximos à linha central do corpo para reduzir o balanço. A tíbia forma uma plataforma para o fêmur, que é perpendicular ao solo durante a fase de apoio. Junto a isso, o fêmur se angula para dentro desde o quadril para articular-se com a tíbia próxima à linha central, resultando em um fêmur valgo, distinto do joelho varo dos chimpanzés.
Os primeiros ancestrais tinham um joelho mais móvel, com mais rotação. Nos joelhos humanos, durante a caminhada, há estabilidade com redução da rotação. As articulações dos joelhos humanos são aumentadas para suportar a quantidade aumentada de peso corporal. Com o aumento do peso distribuído apenas em duas pernas em comparação com os quadrúpedes, o joelho requer mais suporte para se aumentar.
Uma adaptação crítica para um bipedalismo eficiente relaciona-se à necessidade de manter o centro de gravidade do corpo equilibrado sobre a perna de apoio durante o ciclo de marcha. Nos humanos, o eixo do fêmur é angulado de modo que o joelho esteja mais próximo da linha média do corpo do que os quadris. Esse ângulo é chamado de ângulo bicondilar, e a articulação do joelho resultante é referida como joelho valgo. O efeito é aproximar os joelhos, colocando os pés diretamente abaixo do centro de gravidade. Um resultado do ângulo bicondilar do fêmur puxando os joelhos para dentro é que a tíbia fica quase paralela à linha de gravidade. Ao contrário do fêmur, o eixo tibial está em ângulo reto com sua superfície proximal.
Pés
Junto com o rearranjo da pelve, o pé humano foi dramaticamente reorganizado em comparação com os primeiros ancestrais. O pé humano perdeu sua função de agarrar, e em vez disso, os dedos estão alinhados de modo que todos eles são aproximadamente paralelos. O calcâneo é relativamente grande e robusto nos humanos, pois é o primeiro osso a entrar em contato com o solo durante a marcha bipedal. O tamanho robusto do calcâneo proporciona estabilidade e ajuda a absorver as altas forças encontradas durante o impacto do calcanhar. Sua estrutura interna é esponjosa em vez de sólida para permitir absorção de choque.
A adaptação dos pés ao movimento bipedal alterou sua função e estrutura. Tamanho e forma também mudaram. Os pés desenvolveram uma estrutura mais ampla e plana que poderia atuar como uma plataforma de suporte. Como não havia necessidade de agarrar ou segurar, os dedos perderam essa habilidade e diminuíram de tamanho. O hálux, primeiro dedo do pé, foi gradualmente centralizado alinhado com os outros dedos, mas manteve um tamanho maior em comparação aos dedos menores para possibilitar a propulsão. Os arcos do pé são características importantes que contribuem para o sistema propulsor do bipedalismo. Os arcos fornecem uma plataforma mais estável para o corpo.

##### Hipóteses
Apesar de muitas questões sobre a bipedia ainda não serem totalmente esclarecidas, uma coisa é certa: ela pode ter surgido por múltiplos fatores sob diferentes pressões seletivas.
Uma das primeiras hipóteses foi a da liberação das mãos por Charles Darwin em 1871, relacionada ao uso de ferramentas pelos nossos ancestrais. Essa hipótese também foi debatida por vários outros autores - Bartholomew & Birdsell em 1953 e por Washburn em 1960.
Já as mudanças ambientais como alterações climáticas e disponibilidade de recursos sustentam hipóteses que defendem que a bipedia tenha surgido devido a termorregulação ou a hábitos alimentares e/ou reprodutivos. Nessa mesma linha, a coleta de alimentos no solo, como sementes e frutos e a caça também são alguns desses fatores.
Ainda sobre o ambiente, argumenta-se que em um habitat sazonalmente inundado ou até mesmo aquático a bipedia tenha evoluído devido à necessidade dos hominínios de se moverem em áreas alagadas.
Uma das explicações se refere a uma vantagem energética do bipedismo para nossa linhagem quando comparado ao quadrupedalismo, principalmente ao percorrer longas distâncias.
Outra ideia parte do fato de que muitos animais usam a postura bípede para parecerem maiores durante confrontos, como os tamanduás ou alguns primatas, visando evitar lutas ou intimidar predadores. Nesse sentido, alguns pesquisadores defendem que a seleção da bipedia na linhagem humana é o resultado de um comportamento aposemático.
Liberação das mãos - Usar e carregar ferramentas
Outra hipótese para explicar a bipedia, ou bipedalismo, em humanos seria a hipótese da postura de alimentação. Essa hipótese propõe que os movimentos bípedes podem ter evoluído para hábitos regulares porque eram convenientes para a obtenção de alimentos e manuseio de objetos. Foi observado que os chimpanzés ficam sobre seus pés posteriores quando se alimentavam ou quando se estendiam para alcançar alimentos em árvores.
Analisando a anatomia fóssil de Australopithecus afarensis, percebem-se características anatômicas das mãos e ombros que indicavam hábitos de suspensão, semelhantes ao de chimpanzés, ao passo que o quadril e os membros posteriores indicavam bipedalismo evidente. Visto que a postura bípede era utilizada para pegar em galhos superiores e colher alimentos, entende-se que bipedalismo evoluiu mais como uma postura alimentar do que como uma postura de caminhada.
Apesar de explicar a origem da bipedia, ou bipedalismo, do último ancestral comum entre chimpanzés e humanos, essa teoria não explica como os hominínios se tornaram cada vez mais bípedes ao longo do tempo e como esses hominínios parcialmente bípedes evoluíram para caminhar como humanos modernos, ainda mais porque humanos modernos caminham no chão, e não em árvores.
Teoria da Savana
A alteração do ambiente ancestral de floresta tropical para um mais seco, de savana, é uma das pressões ambientais que podem ter estimulado a seleção do bipedalismo como forma de locomoção na linhagem humana. Esse comportamento seria útil para vigiar o ambiente aberto e se locomover de forma mais eficiente para escapar de predadores Assim, a distinção locomotora da linhagem humana teria ocorrido em resposta às mudanças no clima que levaram a uma paisagem de mosaico entre floresta e savana, cada vez mais dominada pela última.
Entretanto, essa proposta é desafiada por registros fósseis que indicam um surgimento do bipedalismo ainda em ambiente arbóreo e que o ambiente aberto da savana não seria necessariamente favorável à bipedia, podendo tornar os hominínios antigos mais visíveis para predadores Por outro lado, embora a possibilidade de o bipedalismo ter surgido em resposta à savana não ser fortemente corroborada, ainda é possível que o traço tenha se provado útil no novo ambiente, permanecendo por isso como uma característica notável da linhagem humana.
Modelo de bipedalismo precoce
Estudos recentes sobre Ardipithecus ramidus sugerem a possibilidade do bipedalismo ter surgido mais precocemente na evolução dos hominíneos. A espécie, que viveu há cerca de 4,4 milhões de anos atrás, apresenta adaptações para ambiente arbóreo misturadas a elementos anatômicos que sugerem algum grau de bipedia, como a orientação sagital do ílio na pelve.
Nesse caso, o traço teria sido posteriormente modificado nas linhagens de gorilas e chimpanzés com o refúgio a um ambiente de floresta, evoluindo a nodopedalia de forma independente. Na linhagem humana, o bipedalismo arbóreo de ancestrais como o Ardipithecus ramidus teria levado ao eventual desenvolvimento de hábitos de caminhada e corrida eficientes, à medida que o ambiente de floresta deu lugar à savana.
Termorregulação - exposição a raios solares
Uma hipótese viável para explicar o bipedismo em humanos é a ideia de termorregulação. O professor Dr. Peter Wheeler defende que a postura ereta dos humanos permite maior aproveitamento do vento para dissipação do calor, o que é benéfico especialmente para o cérebro.
Além disso, se compararmos os planos ortógrados (perpendicular ao chão) e pronógrados (paralelo ao chão) é notável que a área do corpo exposta à radiação solar é maior em corpos pronógrados nos momentos em que o sol está mais perpendicular à Terra, ou seja, nos momentos em que o sol é mais intenso. Dessa forma, além de facilitar o resfriamento do cérebro, a postura ortógrada reduz a área do corpo exposta ao sol intenso, apresentando considerável vantagem termorregulatória.
Contudo, os pesquisadores Ruxton e Wilkinson levantaram uma ressalva sobre a hipótese de Wheeler. De acordo com esses autores, a produção de calor devido à movimentação durante o dia superaria as vantagens termorregulatórias do bipedismo. Porém, uma revisitação a esses modelos evidenciou que Ruxton e Wilkinson consideraram que os primeiros bípedes se movimentavam 100% do tempo, o que não é sustentável, e que, portanto, os autores se precipitaram ao refutar a hipótese de Wheeler.  Assim, conclui-se que o bipedismo, mesmo que em pequena medida, oferece sim uma vantagem termorregulatória.
Locomoção energeticamente vantajosa
Outra hipótese para explicar o surgimento do bipedismo em humanos é a de que essa forma de locomoção seria energeticamente mais vantajosa do que o quadrupedalismo para percorrer longas distâncias. Dessa forma, quando as secas atingiram as florestas africanas do Mioceno e tornaram os recursos mais escassos, o bipedismo pode ter sido privilegiado em detrimento ao quadrupedalismo.
Além disso, uma pesquisa que comparou o bipedismo e o quadrupedalismo (nodopedalia) em chimpanzés mostrou que, para muitos indivíduos, os custos energéticos desses dois modos de locomoção não foram significativamente diferentes. Isso corrobora a hipótese de que o bipedismo pode ter surgido nesse contexto de necessidade de deslocamentos mais longos.
Modelo do símio aquático
Antes das descobertas de fósseis importantes de hominínios na África, o biólogo Alister Hardy propôs, em 1960, a hipótese de que o bipedalismo surgiu como adaptação para um ambiente aquático, o qual foi posteriormente desenvolvido por Elaine Morgan na “hipótese do símio aquático”. A razão para a ocupação desse ambiente seria possibilitar explorar recursos costeiros, como mariscos, ou habitar locais pantanosos. As principais evidências para tal estariam no fato de primatas não-bípedes atuais adotarem a forma de locomoção temporariamente ao cruzar corpos d'água. Ademais, também foi referenciada a distribuição de gordura e pelos em seres humanos, considerada diferenciada de outros grupos e adequada a um ambiente aquático.
Atualmente, a hipótese não é fundamentada, embora ainda seja comentada pelo público leigo, sendo classificada como pseudociência. A descoberta de novos registros fósseis revelou que a linha do tempo do surgimento das características não é compatível com a explicação dada por um ancestral aquático. Além disso, os padrões de distribuição de gordura encontrados em humanos são comuns a outros primatas, enquanto a ausência de pelos não está necessariamente relacionada a hábitos aquáticos (e.g.: capivaras). Por fim, a hipótese do símio aquático envolveria duas adaptações a ambientes novos (para entrada no ambiente aquático e depois seu abandono), assumindo mais premissas do que modelos mais simples e melhor sustentados.
Modelo aposemático
Outra possibilidade proposta para o surgimento do bipedalismo é em associação a comportamentos de display e aposematismo, de forma a intimidar rivais e predadores Outros traços biológicos e culturais humanos, como membros inferiores mais longos que os superiores, pintura corporal, movimentos síncronos (como danças) e uso de sons elevados (da voz ou de instrumentos) podem ter surgido por motivos similares. Ademais, em um contexto de conexões sociais cada vez mais complexas, esses traços também podem ter sido relevantes para demonstrar afeto e manter a coesão do grupo.
Consequências
As alterações anatômicas causadas pelo surgimento do bipedalismo como forma de locomoção predominante em Homo sapiens e outros membros da linhagem humana levaram a um conflito com o aumento do tamanho do cérebro, denominado “dilema obstétrico”. Enquanto a bipedia é favorecida por um quadril mais estreito, este causa maiores riscos para o parto, especialmente se a prole possui um crânio de tamanho considerável.
Como consequência do dilema obstétrico, humanos atuais possuem dificuldade em realizar o parto sem assistência, o que não ocorre com outros primatas. Culturalmente, o nascimento isolado também não é favorecido, possivelmente em resposta a essa pressão seletiva. É possível que comportamentos sociais complexos tenham sido, em parte, motivados pela necessidade de assistência às mães durante o trabalho de parto e cuidado posterior do bebê. Outras adaptações em possível resposta a essa dificuldade é a maleabilidade do crânio infantil, apresentando moleiras, além do fato de crianças humanas serem altamente precoces, dependendo do cuidado dos pais e da comunidade, visto que uma prole mais desenvolvida seria grande demais para atravessar o canal vaginal, fortalecendo a demanda de integração social.